# 三条泰子
三条 泰子（さんじょう やすこ、1940年〈昭和15年〉12月22日 - ）は日本の女優である。東京都武蔵野市吉祥寺、劇団民藝所属。

## 来歴
1967年映画デビュー。飢餓海峡や、西遊記第4話に出演するなど、女優として長期間活躍した。

## 出演

### 映画
- 非行少年 陽の出の叫び（1967年、日活） - のり子
- 対決（1967年、日活） - 芸者小吉
- 血斗（1967年、日活） - 坂東菊弥
- 無頼より 大幹部（1968年、日活） - 冴子
- 残侠無情（1968年、日活） - 芸者お竜
- あゝひめゆりの塔（1968年、日活） - 泊貞子
- 地獄の破門状（1969年、日活） - 美奈月水仙
- 花札賭博 猪の鹿三番勝負（1970年、東映） - 小川早苗
- 日本ダービー 勝負（1970年、東映） - 山形芙美子
- 日本暴力団 組長くずれ（1970年、東映） - 雪子
- 戦争と人間 第一部 運命の序曲（1970年、日活） - 矢次僚子
- 修羅（1971年、ATG） - 小万
- あさき夢みし（1974年、ATG） - 前斎宮
- 僕は天使ぢゃないよ（1977年、スタンス・カンパニー） - 王妃
- あゝ野麦峠（1979年、東宝） - 伏見宮妃殿下
- またの日の知華（2004年、ユーロスペース） - リエ

### テレビドラマ
- 東京バイパス指令 第25話「黒いかまきり」（1969年、NTV / 東宝）
- ゴールドアイ 第6話「殺しの暗号」（1970年、NTV / 東映）
- 鬼平犯科帳 第55話「深川、千鳥橋」（1970年、NET / 東宝） - お元
- キイハンター（TBS / 東映）
  - 第103話「ダイヤルMに呼ばれた男」（1970年）
  - 第127話「殺し屋どもの死亡広告クラブ」（1970年）
  - 第146話「007座席指定は殺人超特急」（1971年）
  - 第158話「現ナマと舌を切られた女」（1971年）
  - 第174話「黒衣の花嫁 南国の連続殺人」（1971年） - 香月佐和子
  - 第181話「死体が私を殺しに来た!」（1971年）
  - 第204話「殺人001監房の男」（1972年） - 南雲泰子
  - 第215話「真夜中のキッスは殺しの招待状」（1972年）
  - 第242話「ジャンボ旅客機爆破事件」（1972年） - 朝倉ルリ子
  - 第253話「女体に捧げる犯罪」（1973年） - 西条恵美
- 遠山の金さん捕物帳（NET / 東映）
  - 第41話「それを見た女」（1971年） - おちか
  - 第154話「熊さんを泣かせた女」（1973年） - おつる
- 怪奇十三夜 第10話「怪談夕霧楼」（1971年、NTV / ユニオン映画）
- ポーラテレビ小説 / お登勢（1971年、TBS）
- ターゲットメン 第9話「吸血魔の面を剥げ」（1971年、NET / 東映）
- 大河ドラマ / 新・平家物語（1972年、NHK）
- 荒野の素浪人 （NET / 三船プロ）
  - 第1シリーズ 第15話「乱闘 銀山白鳳峡」 （1972年） - お秋
  - 第2シリーズ 第37話「奇習の村」 （1974年）
- 太陽にほえろ! （NTV / 東宝）
  - 第20話「そして、愛は終った」（1972年） - 九条絹子
  - 第150話「わかれ」（1975年） - 西伶子（大友道子）
- 銭形平次 第357話「雪の挽歌」（1973年、CX / 東映） - お佐和
- 荒野の用心棒 第4話「黒い野望を砂丘に埋めて…」（1973年、NET / 三船プロ） - おみつ
- 長谷川伸シリーズ 第27話「殴られた石松」（1973年、NET / 東映）
- 昼さがりの化粧（1973年、KNB）
- 特捜記者 第5話「赤いバラを胸に」（1974年、KTV / 松竹）
- 右門捕物帖 第9話「朱彫りの招き」（1974年、NET / 東映） - 恒藤せい
- おしどり右京捕物車 第10話「爆」（1974年、ABC / 松竹） - おたつ
- バーディー大作戦 第40話「ミイラ連続殺人事件」（1975年、TBS / 東映）
- 破れ傘刀舟 悪人狩り 第15話「笹りんどう散る」（1975年、NET / 三船プロ） - お紺
- 俺たちの勲章 第3話「愛が哀しい」（1975年、NTV / 東宝） - 藤井良子
- けんか安兵衛 第15話「五本の指」（1975年、KTV） - おしま
- 必殺仕置屋稼業 第5話「一筆啓上幽鬼が見えた」（1975年、ABC / 松竹） - およう
- 痛快! 河内山宗俊 第6話「米が仇の八百八町」（1975年、CX / 勝プロ） - 志津
- 前略おふくろ様 第1シリーズ 第5話（1975年、NTV / 渡辺企画） - 正江
- 影同心II 第14話「女（秘）色地獄」（1976年、MBS / 東映） - 綾
- 遠山の金さん 第1シリーズ 第23話「悪夢を吹きはらえ!!」（1976年、NET / 東映） - おつた
- 非情のライセンス 第2シリーズ 第74話「兇悪のフェニックス」（1976年、NET / 東映） - 元井葉子
- 伝七捕物帳（1976年、NTV）
  - 第113話「上方から来た男」 - お浪
  - 第130話「涙にぬれた罪の花」 - 弁天お吉
- 水戸黄門 第7部 第14話「八兵衛殿様五万石 -横手-」（1976年、TBS / C.A.L） - お梅の方
- 桃太郎侍 第12話「はるかなる江戸の灯」（1976年、NTV / 東映） - お美和
- Gメン'75 第120話「覗かれた女の部屋」（1977年、TBS / 東映） - ユキ
- 大都会 PARTII 第24話「刑事無情」（1977年、NTV / 石原プロ） - 針尾ミサ
- 西遊記 第4話「妖怪夫婦・金角、銀角」（1978年、NTV / 国際放映） - 銀角
- 若さま侍捕物帳 第7話「参上!! 悪魔の使者」（1978年、ANB/前進座/国際放映） - お島
- 伝七捕物帳 第9話「供養三味線」（1979年、ANB）
- そば屋梅吉捕物帳 第24話「女狐獄門旅」（1980年、12ch / 国際放映） - 夜桜おもん
- ミラクルガール 第15話「赤いスポーツカーの誘拐殺人」（1980年、12ch / 東映） - 山形艶子
- 裸の大将放浪記 第4話「悪いことをすると虫になるので」（1981年、KTV / 東阪企画） - 乳母
  - 第61話「清のお見合い縁結び」（1993年）社長夫人・いずみの母親
- ザ・ハングマンシリーズ（ABC / 松竹芸能）
  - ザ・ハングマン 第19話「恐怖で走るダイナマイト女」（1981年） - 森本さち
  - 新ハングマン 第10話「新人女優に泥をぬる芸能学院女帝」（1983年） - 赤木ゆみ（赤木プロダクション社長）
- 赤かぶ検事奮戦記II 第1話「女弁護士に惚れたヤクザ」（1981年、ABC） - 木村純子
- 木曜ゴールデンドラマ
  - 千姫春秋記 妖しく燃える戦乱の美女、その秘められた半生（1981年、YTV）
  - 千羽鶴幻想（1984年8月9日、読売テレビ） - 松岡アンナ
- 特捜最前線 第278話「逮捕・魔の24時間!」（1982年、ANB / 東映） - 三原ヒロコ
- 斬り捨て御免! 第3シリーズ 第18話「赤い人魚は死神の使い」（1982年、TX / 松竹） - おえん
- 大岡越前 第7部 第11話「裏切りの悲恋十手」（1983年7月4日、TBS / C.A.L） - お駒
- 暴れん坊将軍II 第23話「美女三千! 呪われた大奥」（1983年、ANB / 東映） - 浦川
- 大奥 第48話「悲恋の皇女和宮」・第49話「江戸城のおさな妻」（1984年、KTV / 東映） - 浪江
- 人妻捜査官 第2話「疑惑!?美人妻の集まる喫茶店」（1984年、ABC / テレパック）
- 長七郎江戸日記 第2シリーズ SP-1「千姫有情、母ありき」（1988年1月、NTV / ユニオン映画）- 淀君
- 火曜サスペンス劇場 / 「松本清張スペシャル・やさしい地方」（1988年11月29日、NTV / 松竹 / 『霧』企画）- 沢子
- 土曜ワイド劇場 / からくり人形の美女 江戸川乱歩の吸血鬼（1992年、ANB / 松竹） - 柳道子
- 京都地検の女 第8シリーズ 第3話「京都西陣赤い帯の罠二度死んだ婚約者!!」（2012年、EX・東映） - 春田江美子